# 二瀬駅

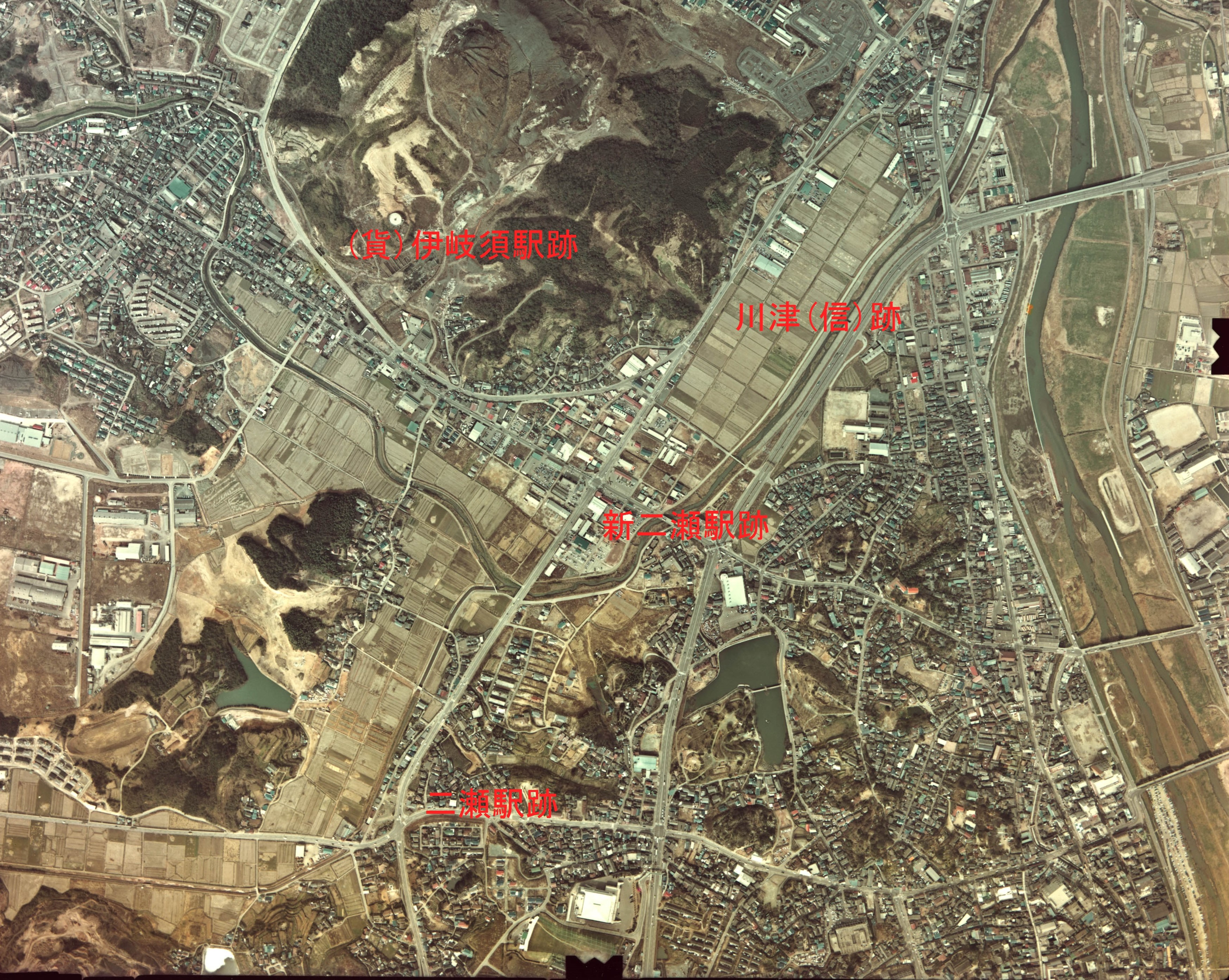
1974年の二瀬駅 - 川津信号場にかけての廃線跡。テキスト挿入の左側が駅跡地擬定地。廃止されてから5年しか経っていないが、廃線跡はほぼ全てが道路に転用されている。

二瀬駅（ふたせえき）は、かつて福岡県飯塚市大字横田にあった、日本国有鉄道（国鉄）幸袋線の駅（廃駅）である。幸袋線の廃線に伴い、1969年（昭和44年）12月8日に廃駅となった。

## 歴史
- 1899年（明治32年）12月26日：官設鉄道により、幸袋から貨物線を延伸する形で潤野駅（うるうのえき）として開業[1]。貨物駅[1]。
- 1909年（明治42年）1月1日：貨物線が枝国まで延伸される[1]。
- 1913年（大正2年）11月25日：二瀬駅に改称[1]。同時に幸袋 - 当駅間の旅客営業を開始（一般駅となる）[1]。
- 1965年（昭和40年）10月1日：当駅 - （貨）枝国間の貨物線が廃止される[2]。
- 1969年（昭和44年）12月8日：幸袋線の廃線に伴い廃止[3]。

## 駅構造
旅客用ホームのほかに貨物側線を有する地上駅。枝国駅へは構内北方で分岐した貨物線が続いていた。

## 駅周辺
- ゲオ 飯塚穂波店
- ENEOS 飯塚横田SS
- ランドリーム横田店

## 廃止後の現状
道路化され市道となっているほか、宅地や店舗になっている。

## 隣の駅
日本国有鉄道
幸袋線
新二瀬駅 - 二瀬駅 （- （貨）枝国駅）